# Lizier de Couserans

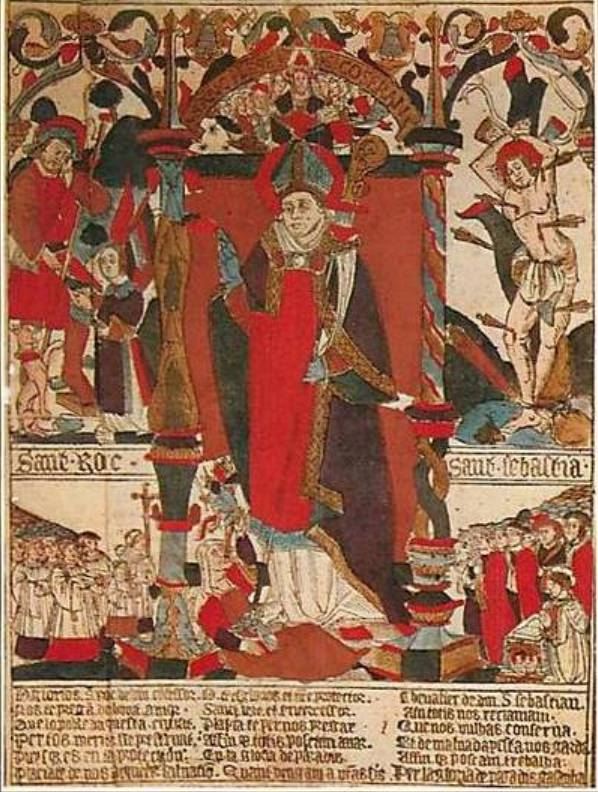
Saint Lizier de Couserans (au milieu) avec saint Roch et saint Sébastien, image pieuse du XVe siècle.

Lizier de Couserans ou en latin Glycerius (ou Lycerius/Licerius) est un évêque originaire d’Espagne ou du Portugal.

## Biographie
Il était à la tête du petit évêché de Couserans dans les Pyrénées centrales. Il est fêté le 27 août.
Il meurt en 548 et est canonisé sous le nom de saint Lizier. Le nom est d'origine gréco-latine. Il nous est connu par sa présence au concile d'Agde présidé par saint Césaire d'Arles en 506.
Son buste reliquaire, conservé dans le trésor de la cathédrale de Saint-Lizier, est une des œuvres majeures de l'orfèvrerie de la Renaissance dans le Midi de la France.

## Postérité
Plusieurs localités se sont placées sous son patronage : Saint-Lézer (Hautes-Pyrénées), Saint-Lizier et Saint-Lizier-d'Ustou (Ariège, Couserans) et Saint-Lizier-du-Planté dans le Gers.